# 悲しみの訪問者
『悲しみの訪問者』（かなしみのほうもんしゃ）は、1991年7月26日に発売された桂銀淑の9枚目のシングルである。発売元は東芝EMI。

## 解説
- デビュー曲「大阪暮色」から前作「東京HOLD ME TIGHT」まで8作連続で浜圭介作品を発売してきたが、今作で初めて浜以外の作曲家を起用。
- オリコン・シングルチャートでは100位内に27週ランクインするなどロングヒットを記録。
- この曲で『第42回NHK紅白歌合戦』に4年連続出場を果たした。

## 収録曲
1. 悲しみの訪問者
  - 作詞: 荒木とよひさ、作曲: 三木たかし、編曲: 川村栄二
2. バラ色の人生
  - 作詞: 荒木とよひさ、作曲: 三木たかし、編曲: 若草恵